# Victor Ewings Negus
Sir Victor Ewings Negus (* 6. Februar 1887 in Paddington, London; † 15. Juli 1974) war ein britischer Chirurg und Mediziner (Hals-Nasen-Ohren-Heilkunde).

## Leben
Ewings studierte ab 1909 am King’s College London. Im Ersten Weltkrieg war er im Royal Army Medical Corps als Arzt an der Front, zum Beispiel in der Schlacht von Ypern, wofür er den Mons Star erhielt. Nach dem Krieg war er Hauschirurg am College of Diseases of the Throat in London. 1921 wurde er Fellow des Royal College of Surgeons und reiste in Europa und die USA, wo er unter anderem in Philadelphia bei Chevalier Jackson (1865–1958) studierte. Wieder in England verbesserte er die Laryngoskope und Instrumente der Bronchoskopie und Ösophagoskopie. Er gewann eine Goldmedaille der Universität London bei der Master of Science Prüfung und wurde 1925 Hunterian Professor am Royal College of Surgeons of England. Neben seiner Arbeit als Chirurg forschte er über die Anatomie und Physiologie des Nasen-Rachen-Raums, was sich in mehreren klassischen Monographien niederschlug, zuerst in einer Monographie 1929 über die vergleichende Anatomie des Kehlkopfs. Er war Consulting Surgeon am King’s College Hospital und wurde Fellow des King’s College.
Er war Honorary Fellow des Royal College of Surgeons of Ireland und von Edinburgh. 1939 bis 1941 war er Präsident der Lister Gesellschaft. Er war auch Präsident der Abteilung Laryngologie des Royal Society of Medicine. Er war Präsident der British Association of Otolaryngologists, der Thoracic Society, des Collegium Oto-rhino-laryngologica Amicitiae Sacrum und des International Congress of Otolaryngology 1949.
Ab 1947 war er für Hals-Nasen-Ohrenkunde im Rat des Royal College of Surgeons, dessen Ehren-Goldmedaille er 1969 erhielt, und er war später Vorstand der Trustees der Hunterian Collection des Royal College of Surgeons of England, über deren Sammlung und Geschichte er einige Bücher schrieb. Er war Ehrendoktor der University of Manchester.
1954 erhielt er die Lister-Medaille. 1956 wurde er als Knight Bachelor geadelt.
Er war seit 1929 mit Eve Rennie verheiratet, mit der er zwei Söhne hatte, von denen einer Chirurg wurde. Seine Frau war Künstlerin und illustrierte einige seiner Bücher.

## Schriften
- The mechanism of the larynx, St. Louis, Mosby 1929
- The comparative anatomy and physiology of the Larynx, 1949, New York, Hafner 1962
- The comparative anatomy of the nose and accessory sinuses, Edinburgh, London, E. und S. Livingstone 1958
- The biology of respiration, Baltimore, Williams and Wilkins, 1965
- Mitautor in der Überarbeitung von St. Clair Thomson Diseases of the nose and throat, 4. Auflage, Cassel and Company, 1937, 4. Auflage Appleton-Century-Crofts, New York 1947 (unter gemeinsamer Autorschaft)
- Artistic collections of the Royal College of Surgeons of England, E. and S. Livingstone 1967
- History of the Trustees of the Hunterian Collection, E. and S. Livingstone 1966
- Introduction to the comparative anatomy of the nose and paranasal sinuses. In: Annals of the Royal College of Surgeons of England. Band 15, Nummer 3, September 1954, S. 141–171, PMID 13198060, PMC 2377799 (freier Volltext).